# Famille Ujlaki
 (mars 2025).
Ujlaki (en hongrois : Újlaki ; en croate: Iločki ; en allemand: Illotschki ; en latin: de Illoch, de Wyla ou encore de Voilack) est le patronyme d'une ancienne famille de l'aristocratie croato-hongroise.

## Origines
La famille remonte à Miklós Kont (en) († 1366), Grand échanson, prince de Transylvanie et palatin de Hongrie du roi Louis. Il est le fils du ban de Slavonie et Maître du trésor Lőrinc Tót (hu) et frère de Bertalan et Lökös qui furent tous deux Grands échansons du royaume de Hongrie.

## Membres notables
Bertalan Újlaki, fils du précédent Miklós Kont dont:
- Imre Újlaki, ban de Macsó (1410-1418), fils du précédent.
- László Újlaki, ban de Macsó (1410–1418), frère du précédent.
  - István Újlaki, ban de Macsó. Fils du précédent.
    - Miklós Újlaki (en) († 1477), ban de Macsó, prince de Transylvanie et roi de Bosnie, vassal du roi de Hongrie, sous le nom de Nikola I (1471-1477). Fils du précédent.
      - Lőrinc Újlaki (en) († 1524), ban de Macsó, ban de Belgrade (1511-1513), Juge royal, Maître du trésor, voïvode de Bosnie. Avec lui s'éteint la famille Újlaki.

## Liens, sources
- Révai nagy lexikona
- Iván Nagy: Magyarország családai, Pest, 1857-1868